# Storbritannien i olympiska vinterspelen 1972
Storbritannien deltog med 37 deltagare vid de olympiska vinterspelen 1972 i Sapporo. Ingen av landets deltagare erövrade någon medalj.